# Lincoln et Niagara
Pour les articles homonymes, voir Lincoln et Niagara.
Circonscription électorale provinciale du Canada
Lincoln et Niagara ((en) Lincoln and Niagara) est une circonscription électorale fédérale de l'Ontario, représentée de 1883 à 1904. 
La circonscription de Lincoln et Niagara est créée en 1882 à partir des circonscriptions de Lincoln et de Niagara. Abolie en 1903, elle est redistribuée parmi Lincoln et Welland.

## Géographie
En 1882, la circonscription de Lincoln et Niagara comprenait:
- La ville et le canton de Niagara
- La ville de Saint Catharines
- Les cantons de Grantham, Clinton et Louth
- Les villages de Beamsville, Merriton et Port-Dalhousie

## Députés
| Législature                                                             | Années                                                                  | Député                                                                  | Député                                                                  | Parti                                                                   |
| Lincoln et Niagara Nouvelle circonscription issue de Lincoln et Niagara | Lincoln et Niagara Nouvelle circonscription issue de Lincoln et Niagara | Lincoln et Niagara Nouvelle circonscription issue de Lincoln et Niagara | Lincoln et Niagara Nouvelle circonscription issue de Lincoln et Niagara | Lincoln et Niagara Nouvelle circonscription issue de Lincoln et Niagara |
| ----------------------------------------------------------------------- | ----------------------------------------------------------------------- | ----------------------------------------------------------------------- | ----------------------------------------------------------------------- | ----------------------------------------------------------------------- |
| 5e                                                                      | 1882–1887                                                               |                                                                         | John Charles Rykert                                                     | Conservateur                                                            |
| 6e                                                                      | 1887–1890                                                               |                                                                         | John Charles Rykert                                                     | Conservateur                                                            |
| 6e                                                                      | 1890-1891                                                               |                                                                         | John Charles Rykert                                                     | Conservateur                                                            |
| 7e                                                                      | 1891–1892                                                               |                                                                         | William Gibson                                                          | Libéral                                                                 |
| 7e                                                                      | 1892-1896                                                               |                                                                         | William Gibson                                                          | Libéral                                                                 |
| 8e                                                                      | 1896–1900                                                               |                                                                         | William Gibson                                                          | Libéral                                                                 |
| 9e                                                                      | 1900–1904                                                               |                                                                         | Edward Arthur Lancaster                                                 | Conservateur                                                            |
| Circonscription redistribuée dans Lincoln et Welland                    |                                                                         |                                                                         |                                                                         |                                                                         |